# Egzekucja uliczna
Egzekucja uliczna – doraźne wykonanie wyroku śmierci, bezpośrednio na ulicy miasta lub wsi, bez przeprowadzenia przewodu sądowego, stanowiące element nacisku psychologicznego okupanta w celu zastraszenia ludności cywilnej lub będące odwetem za akcje zbrojne skierowane przeciw okupantowi.